# طبقات الأمم
طبقات الأمم هو كتاب تاريخي للمؤرخ صاعد الأندلسي، يعود تاريخه إلى القرن الحادي عشر ويتكلم عن تواريخ عدة أمم في القدم من الكلدانيين والفرس واليونانيين والروم والقبط والعرب والهنود واليهود والأندلسيين. كما أشار لشعوب أخرى مثل الصينيين والترك و الأفارقة و الصقالبة والفرنجة والنورديين.